# B2evolution
b2evolution é um sistema de gerenciamento de conteúdos na web, escrito em PHP e que utiliza o banco de dados MySQL, especialmente para a criação de blogs. O b2evolution foi criado a partir do já desaparecido b2/cafelog. É distribuído sob a GNU General Public License.

## Características
- Pode hospedar diversos blogs em uma única instalação
- Suporta múltiplas categorias e sub-categorias
- Integra um validador de XHTML para os Posts
- Extensível através de plugins
- Suporta várias formas de navegação (páginas, categorias, textos mais lidos, etc)
- Suporte nativo a uso para dispor podcast

## Possibilidades de uso
Evidentemente que o B2evolution pode ser utilizado para qualquer tipo de blog ou empreendimento de escrita na web. Entretanto, uma vocação interessante para um sistema multiblog é sua utilização em contextos educacionais. Blogs educativos tem grandes chances de se beneficiarem de um sistema como o B2evolution, pois com uma únca instalação pode-se ter blogs para todos os professores e turmas de uma escola, por exemplo.